# Teodora Gulgowska
Teodora Gulgowska (ur. 24 września 1860 w Wielkich Chełmach, zm. 21 lutego 1951 roku we Wdzydzach Kiszewskich) – malarka, aktywistka społeczna, animatorka kaszubskiej kultury i sztuki ludowej. Współzałożycielka pierwszego na terenie Polski skansenu – muzeum na świeżym powietrzu we Wdzydzach Kiszewskich k. Kościerzyny (obecnie Park Etnograficzny im. Teodory i Izydora Gulgowskich we Wdzydzach), który zajmuje 22 ha nad brzegiem jeziora Gołuń.

## Życiorys
Teodora Gulgowska z domu Fethke urodziła się w Wielkich Chełmach koło Brus 24 września 1860 roku. Matką Teodory była Anna Teresa z domu Berendt, ojcem Andrzej Fethke, nauczyciel prusko-niemiecki, który pielęgnował w domu otwartość na świat oraz wychowanie wielokulturowe, w tym utożsamianie się z polskością i kaszubszczyzną. Wśród sześciorga rodzeństwa największy wpływ na rozwój osobowości i talentów Teodory miał jej brat ks. Jan Fethke (1845–1905), który zadbał o wykształcenie młodszej siostry. Teodora ukończyła szkołę średnią i dzięki bratu mogła studiować malarstwo w Berlinie w szkole Wilhelma Adolha Lettego (Lettehaus), gdzie poznała również współczesną sztukę stosowaną, w tym grafikę użytkową, zdobnictwo i hafciarstwo.
W 1899 roku poznała miejscowego nauczyciela Izydora Gulgowskiego. Jak głosi wdzydzka legenda: ich pierwsze spotkanie miało miejsce na brzegu jeziora, gdzie Izydor ujrzał stojącą przy sztaludze piękną kobietę. Ta, ujrzawszy młodego mężczyznę, miała powiedzieć: „Chcesz, namaluję Ci miłość”. Ich ślub odbył się w 1899 roku w kościele parafialnym w Wielu, ślubu udzielił brat Teodory – ks. Jan, który wyprawił również wesele i postarał się o stosowną wyprawę. Młoda para zamieszkała we Wdzydzach k. Kościerzyny, gdzie rozpoczęła się ich wieloletnia przygoda z wytrwałym gromadzeniem kultury materialnej mieszkańców Kaszub.

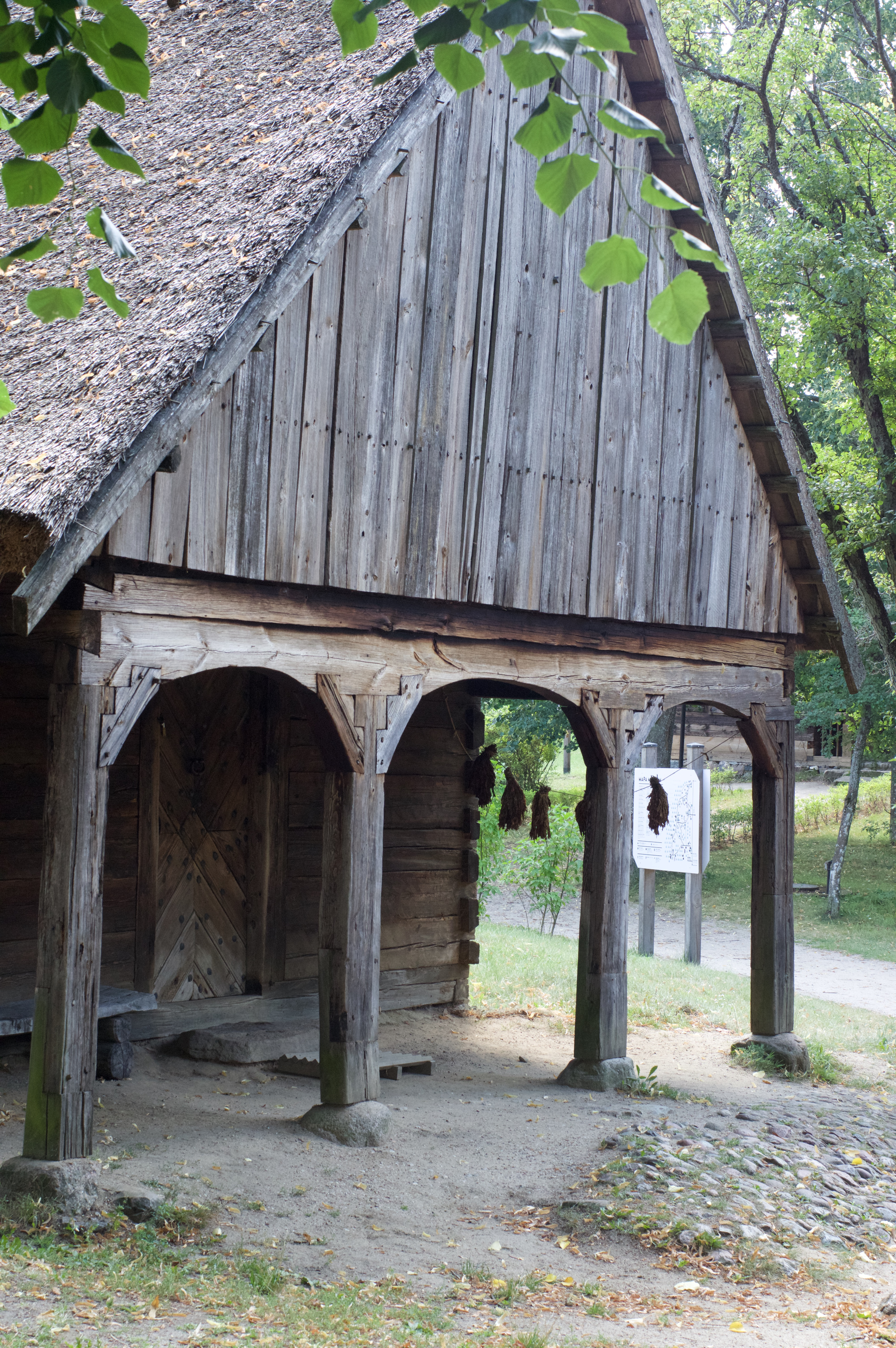
Chata muzealna

W 1906 roku wraz z mężem Izydorem zakładają pierwsze na terenie Polski, i jedno z pierwszych na świecie, „muzeum na wolnym powietrzu” – Muzeum Wiejskie we Wdzydzach, w którym zaprezentowali okolicznym mieszkańcom oraz miłośnikom sztuki ludowej zgromadzone w okolicy sprzęty gospodarstwa domowego, przedmioty użytkowe oraz obrazy na szkle, czy bogato zdobione elementy stroju ludowego, w tym kobiece czepce. Wraz z powstaniem Muzeum odradza się dzięki Gulgowskim dawno zapomniane rzemiosło ludowe, tradycyjne, kaszubskie rękodzieło: haft, tkactwo, plecionkarstwo, czy ceramika. Nie tylko gromadzą zabytki dawnej sztuki ludowej, ale również dokumentują obiekty starej architektury kaszubskiej.  

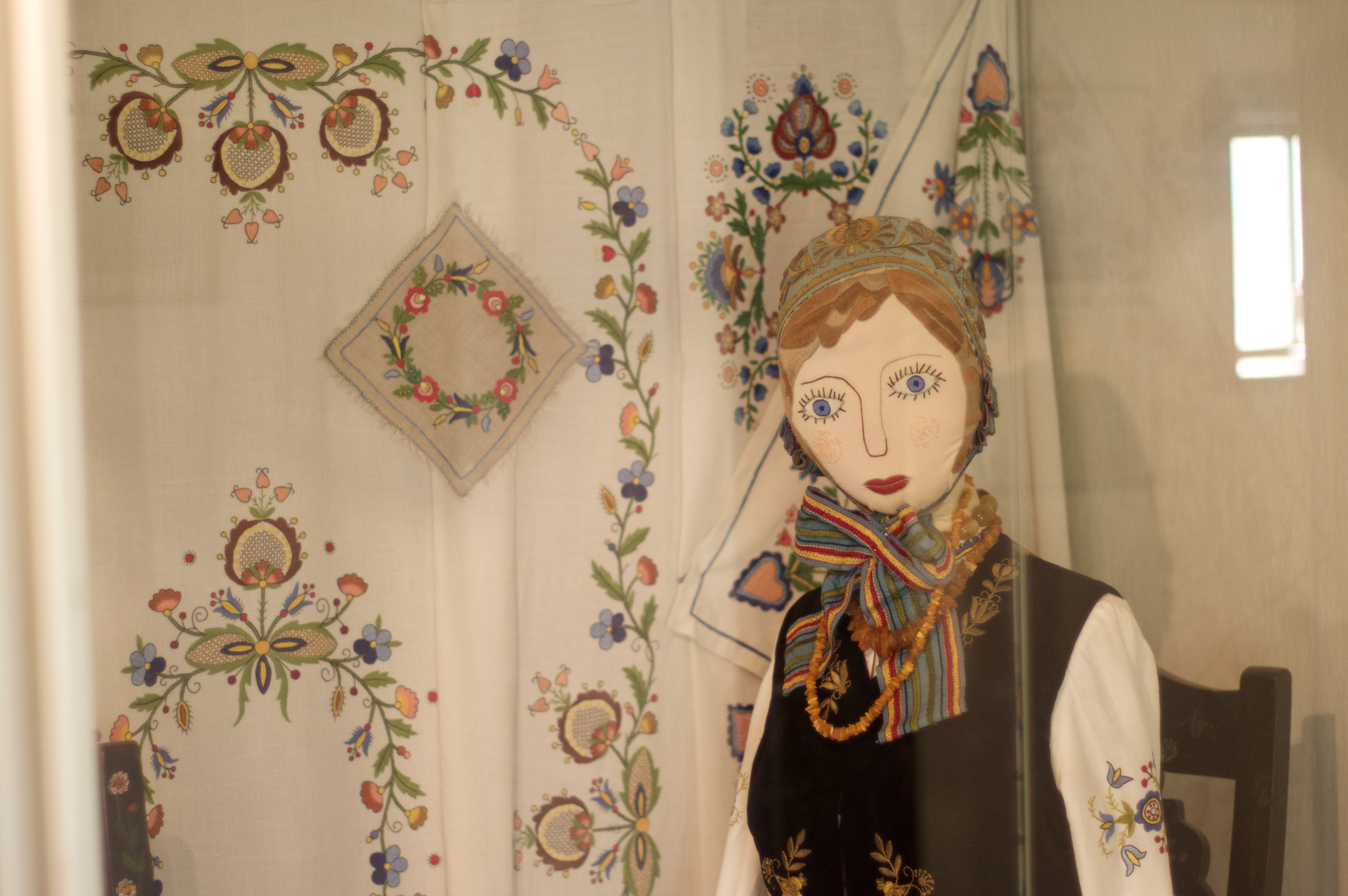
Hafty kaszubskie

Malowidła na starych kaszubskich meblach, wzory na czepcach, czy szatach liturgicznych stały się dla Teodory Gulgowskiej inspiracją do stworzenia autorskich wzorów haftu kaszubskiego, które dzisiaj stanowią wizytówkę i są znakiem rozpoznawczym tego regionu. Nie sposób w tym miejscu nie wspomnieć o społecznym, dobroczynnym zaangażowaniu Teodory Gulgowskiej, która czując się „duchową matką” wdzydzkich mieszkańców, nie tylko nauczyła okoliczne dziewczęta haftu, ale również pomogła spieniężyć wykonane dzieła i tym samym dała wsparcie materialne wielu rodzinom. Wykonane obrusy, serwety na stoły, czy komody, makatki, narzuty na łóżka cieszyły dużą popularnością i były chętnie kupowane przez mieszkanki Gdańska czy Berlina. Hafty kaszubskie autorstwa Teodory na stałe zagościły na licznych wystawach w Polsce i za granicą m.in. w Berlinie, Düselldorfie, Stuttgarcie, Meiningen, zdobywając liczne nagrody i uznanie dla ludowych artystek. W „Głosie Pomorskim” z 1 lipca 1925 roku w nr 5 czytamy: „Jury Wystawy” wręczyła dziś p. Teodorze Gulgowskiej, Wdzydze, założycielce i przedstawicielce kaszubskiego przemysłu ludowego, za prace i wyroby jej szkoły i wytwórni, przeważnie hafty kaszubskie Medal Złoty Wielki, jako najwyższą nagrodę. Jeżeli wydanie tak wysokiej nagrody było kiedykolwiek uzasadnione, to szczególnie w tym wypadku (…), możemy być dumni, że taka siła wytwórczości w naszym ludzie wiejskim istnieje (…). Jest to wyłącznie dzieło p. Teodory Gulgowskiej, która jako artystka - malarka w tej okolicy zapadłej się zakopała, i tu od 1907 nieustannie nad podniesieniem maralnem i ekonomicznem ludu kaszubskiego pracuje. Nie było wtedy żadnych haftów kolorowych, nie było plecionków, nie było ceramiki malowanej. Dopiero z tych kilku starych wzorów i z serc ludu dopiero się ten cały ruch wyłonił. Dziś jest bardzo łatwo nabyć jakiś wzór haftów kaszubskich, i szczycić się zaprowadzaniem haftów kaszubskich, lecz trudniej było ten mały ruch stworzyć”.
Sama Gulgowska w wywiadzie do „Das Land” – niemieckiego Związku Dobroczynności Wiejskiej i Dbałości Ojczyźnianej” (Berlin 1910) – tak opisuje swoje działanie: „W ten sposób droga dla naszych dążeń została wyrównana. A to, co dla dziewcząt było początkowo miłym sposobem zabicia czasu, stanowi obecnie znaczące źródło dochodów, zmniejszające biedę ludzi w okresie zimy”.
Teodora Gulgowska równie aktywnie uczestniczyła i współtworzyła wielokulturowe środowisko inteligencji kaszubsko-pomorskiej, skupionej wokół Towarzystwa Młodokaszubów i czasopisma Gryf. Jeden z założycieli tego ruchu Aleksander Majkowski, nazwał Teodorę „dobrą wróżką w kaszubskim, zaczarowanym wdzydzkim świecie”.

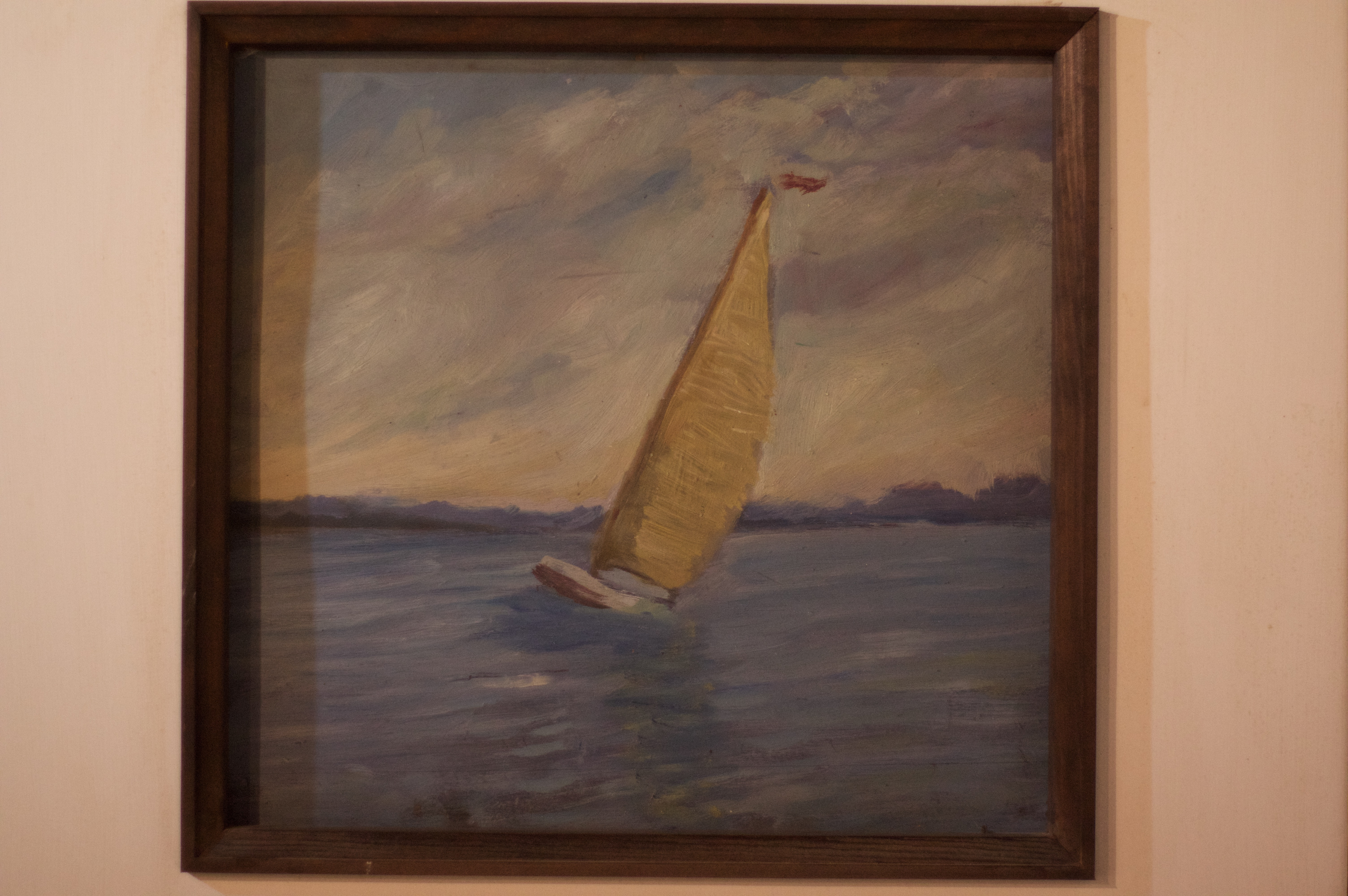
"Żaglówka"

To dzięki jej rozlicznym kontaktom, w tym z Heinrichem Sohneyem, którego poznała podczas studiów w Berlinie, Izydor mógł rozwinąć swoje pasje ludoznawcze i opisać swoje badania etnograficzne w obszernej monografii "O nieznanym ludzie w Niemczech" wydanej w Berlinie w 1911 r. Była również założycielką Wdzydzkiej Akademii Sztuki, gdzie prezentowała nie tylko swoje malarstwo, ale również bogatą kolekcję haftu czy ceramiki kaszubskiej. Należała do Stowarzyszenia Artystów Pomorskich. Była współzałożycielką i członkiem Zarządu powstałego w 1927 r. Pomorskiego Towarzystwa Popierania Przemysłu Ludowego w Toruniu. 
Po śmierci męża w 1925 r. samotnie prowadziła Muzeum, które, zgodnie z życzeniem Izydora, przekazała w 1929 r. państwu polskiemu. Była jedynym kustoszem i walczyła o jego utrzymanie aż do tragicznego pożaru w 1932 r., który strawił m.in. dom Gulgowskich oraz muzeum wraz ze wszystkimi zgromadzonymi tam cennymi i unikatowymi zbiorami i z obrazami Teodory.
W odbudowie Muzeum pomógł jej siostrzeniec Witold Kukowski z Kolibek, który sfinansował odbudowę spalonej chałupy muzealnej. Do wybuchu II wojny światowej 70-letnia Gulgowska z niesłabnąca determinacją i energią na nowo gromadziła zbiory kultury ludowej Kaszub, podkreślała społeczną i ekonomiczną rolę muzeum, jego nieprzecenioną wartość dla kultury polskiej i samego regionu kaszubsko-pomorskiego.

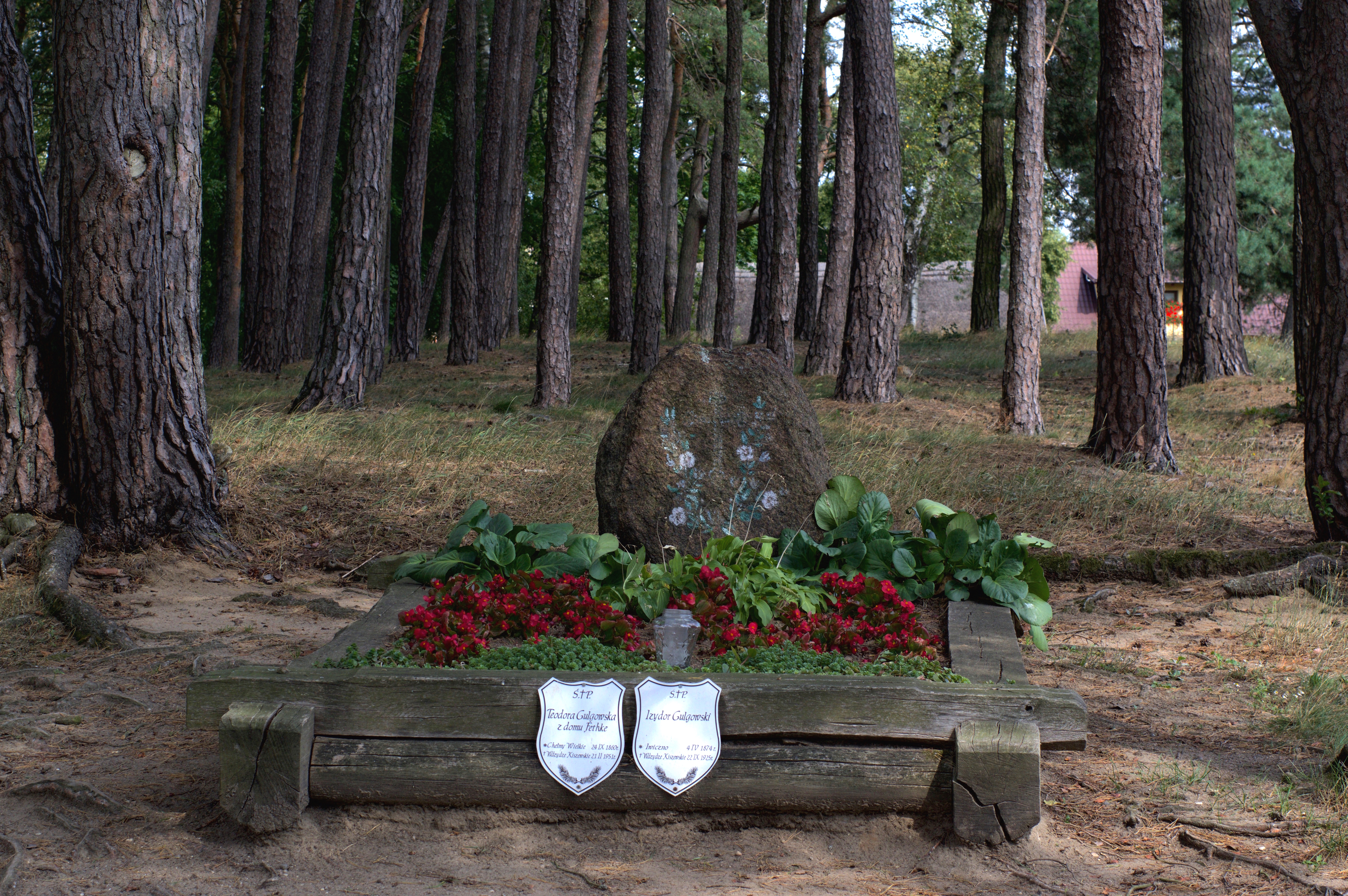
Grób Teodory i Izydora Gulgowskich na terenie Muzeum we Wdzydzach

Zmarła 21 maja 1951 r. we Wdzydzach Kiszewskich, dożywając 91 lat w biedzie i zapomnieniu. Została pochowana obok męża we wspólnym grobie, na wzgórzu nieopodal muzeum we Wdzydzach. Na grobie spoczywa kamień ozdobiony kolorowymi kwiatami, które namalowała Teodora po śmierci ukochanego męża.